# Bītūsh
Bītūsh (persiska: بیتوش) är en ort i Iran.   Den ligger i provinsen Västazarbaijan, i den nordvästra delen av landet, 500 km väster om huvudstaden Teheran. Bītūsh ligger 1 220 meter över havet och antalet invånare är 817.
Terrängen runt Bītūsh är kuperad norrut, men söderut är den bergig. Runt Bītūsh är det ganska tätbefolkat, med 100 invånare per kvadratkilometer. Bītūsh är det största samhället i trakten. Trakten runt Bītūsh består till största delen av jordbruksmark.